# Gorostiaga (apellido)
Gorostiaga es un apellido vasco.

## Significado
En euskera significa, gorosti: acebo, y -aga: sufijo que representa un lugar, es decir, significa "lugar de acebos".
El apellido tiene mayor predominancia en sectores de Euskadi como Vizcaya y Guipúzcoa, como también en Argentina.